# Фирмин Юзесский
Фирмин Юзесский (около 480 — 11 октября 553) — епископ Юзеса с 538 года; святой (день памяти — 11 октября).

## Биография
Считается, что святой Фирмин родился около 480 года, вероятно, в Нарбоне, в семье сенатора Тонантия Ферреола и Индустрии.
В возрасте двенадцати лет он последовал за своим родственником, патрицием и епископом Рурицием. Вероятно, речь идёт о Руриции Лиможском. В ранних интерпретациях Acta Firmini считалось, что речь идёт о епископе Юзеса Руриции, поскольку впоследствии святой Фирмин заменил его на кафедре. То обстоятельство, что Руриций был епископом Узеса с 533 по 538 год, делает эту гипотезу хронологически маловероятной.
Святой Фирмин был четвертым епископом Юзеса. Он участвовал в Четвертом (541 год) и Пятом (549 год) Орлеанских соборах, а в 552 году — во Втором Парижском соборе. В том же году Юзесская епархия стала суффраганом в Арльскую митрополию.
Святой Фирмин умер 11 октября 553 года. Его тело было погребено в церкви святого Бодилия в Ниме, которую он сам построил к северу от города.